# 虹架路万
虹架 路万（にじかけ ろまん、6月17日- ）は、OSK日本歌劇団の元男役スター。大阪府大阪市出身。O型。

## 略歴
日本語・英語・中国語が堪能なトライリンガル。
2004年、NewOSK日本歌劇団研修所（当時）へ入所。82期生。同期には白藤麗華、真麻里都、香月蓮など。
2006年、NewOSK日本歌劇団（当時）へ娘役として入団。大阪松竹座『春のおどり』で初舞台。翌2007年、男役に転向。
2015年、レビューカフェ『SWEETS SONG』にて初主演。以降もレビューカフェでの主演を複数回務める。
2017年12月～2018年3月にかけ、道頓堀角座での常打ちレビューショー『REVUE JAPAN』で、劇場公演初主演。今作は訪日外国人をターゲットにした内容であり、MCパートでは得意の外国語を存分に活かし活躍。約3ヶ月間のロングラン公演をこなした。
2019年6月、『Sarieli&Mozart』サリエリ役で、愛瀬光とW主演。ミュージカル作品での主演は今作が初。
2022年7月、京都南座『レビューin Kyoto　陰陽師 闇の貴公子✡安倍晴明／INFINITY』をもってOSK日本歌劇団を退団。
退団後はキャリアアップを目指して大学へ進学。2024年のOSK日本歌劇団のOG公演より舞台にも復帰し、「文〝舞〟両道」で活躍している。

## OSK日本歌劇団での主な活動

### 舞台
研修生時代
2006年
- 2月、世界館『82期卒業公演 「STEP」～飛翔'06～』

入団後
2006年
- 4月、大阪松竹座・名鉄ホール『第三回春のおどり　義経桜絵巻／ハッピーゲーム　人生は素晴らしいゲーム！』
- 8月、森ノ宮ピロティホール『華麗なるメヌエット／情熱のコンチェルト』
- 9月、大阪松竹座『レビュー秋のおどり MOVE ON !!　なにわ祭り抄 躍る道頓堀／BE ON THE ROAD』
- 10月、世界館『秋のシンフォニー「愛と哀しみの国境線」』

2007年
- 1月、世界館『桜の国よりごあいさつ』
- 1月、シアターBRAVA!『バロン～前よりもっと不思議な冒険綺譚～／ワンダーステージ～ジョイフル！ジョイフル！～』
- 2月、和歌山市民会館『華麗なるメヌエット－アマデウス伝説－／情熱のコンチェルト～協奏曲～』
- 4月、大阪松竹座『第四回レビュー春のおどり「桜咲く国2007・輝く未来へ」桜・舞・橋／桜ファンタジア』
- 6月、たかいし市民文化会館『お祭り行進曲／Rhythm & Dance』
- 10 - 11月、たけふ菊人形『こしの都 夢と情熱と華の物語 』
- 11月、京都南座『NewOSK レビュー in KYOTO　源氏千年夢絵巻 ロマンス／シャイニングOSK ベストセレクション』

2008年
- 2月、上田市民会館『真田幸村　～夢・燃ゆる～』
- 4月、大阪松竹座『第五回レビュー春のおどり「2008・春 いま、桜咲く」　お祝い道中 ～浪花ともあれ桜花爛漫～／Dream Step!』
- 7月、京都南座『レビュー in KYOTOⅡ　輪舞曲 ロンド 薫と浮舟／ミレニアム・ドリーム』
- 11月、世界館『Show Time ～世界館リバイバル公演～』

2009年
- 3月、大阪松竹座『レビュー春のおどり　桜彦 翔る！～必ず戻る 恋と友情のために～／RUN＆RUN』
- 6月、ABCホール『Blue amber～揺れる琥珀のように～』
- 7月、京都南座『レビュー in KYOTOⅢ　さくら颱風真夏の京も桜満開／DREAMS COME TRUE!』

2010年
- 1月、サンケイホールブリーゼ『YUKIMURA　我が心 炎の如く／Burning Heart』
- 2月、いかるがホール『聖徳太子絵巻』
- 4月、大阪松竹座『春のおどり桜彦　翔る！エピソードⅡ～黄泉へ 桜ふたたび～／JUMPING TOMORROW!』
- 7月、京都南座『レビュー in KYOTOⅣ　みやこ浪漫～RYOMA～／ダンシング・ラプソディ』
- 7月、上海国際博覧会 日本館イベントステージ『夢の旅人「NAKAMARO」』
- 9月、たかいし市民文化会館『Shining Parade』
- 10 - 11月、たけふ菊人形『龍馬の夢 ／Love Force』
- 12月、大阪国際交流センター『女帝を愛した男～ポチョムキンとエカテリーナ～』[3]

2011年
- 4月、大阪松竹座『春のおどり　～繚乱～ さくら桜サクラ／STARS LEGEND ～DANCE DANCE DANCE～』
- 5月、一心寺シアター倶楽『真田幸村 ～夢・燃ゆる～』
- 7月、京都南座『虹のおどり　安土ロマネスク～チョウサ ヤレヤレ チョウヤレ マッセ～／MIDSUMMER STEP ～リズム饗宴～』
- 9月、たかいし市民文化会館『シャイニング・パレード2011』
- 10 - 11月、たけふ菊人形『～戦国の絆／Passionne'～』
- 11月、九度山文化スポーツセンター『真田幸村 ～夢燃ゆる～』

2012年
- 4月、大阪松竹座『レビュー春のおどり　桜舞う九重に～浪花の春にいざ舞わん～／GLORIOUS OSK～リズム・コレクション～』 [9]
- 5月、オ・セイリュウ『スターライト・ホロスコープ』
- 7月、京都南座『レビュー in Kyoto　ラブ・メルヘン シンデレラ・パリ／グラン・ジュテ ～今・私たちは跳ぶ～』
- 10 - 11月、たけふ菊人形『盛疾風伝 大いなる武士／DIAMANTE』

2013年
- 2月、なんばHatch『熱烈歌劇2013 ～歌劇のススメ～』
- 4月、日生劇場・大阪松竹座『春のおどり～桜咲く国　桜絵草紙／Catch a Chance Catch a Dream』
- 6月、大丸心斎橋劇場『MOUSTACHE／ファム・ファタール』 [10]
- 8月、京都南座『レビュー in Kyoto　Love Traveler～幻の蝶を追って～／ネクステージ～夢を叶えるSong＆Dance～』 [11]
- 10 - 11月、たけふ菊人形『武生の鼓太郎～愛と友情のレジスタンス～／Wrapping! Clapping!』
- 12月、高槻現代劇場『義の人～高山右近伝～／Wrapping! Clapping!』[12]

2014年
- 1月、たかいし市民文化会館『羽衣天女伝説～愛は時代を超えて～／Wrapping! Clapping!』 [13]
- 2 - 3・6月、大丸心斎橋劇場・近鉄アート館『カルディアの鷹』 [14]
- 5月、大阪松竹座『レビュー春のおどり　桜花抄／Au Soleil ～太陽に向かって』[15]
- 8月、新橋演舞場『レビュー夏のおどり　桜花抄／Au Soleil ～太陽に向かって』 [16]
- 10 - 11月、たけふ菊人形『愛の翼～Aras Del Amore～』

2015年
- 2月、セントラファエロ教会『OSK Revue Cafe　SWEETS SONG』初主演[4]
- 4月、大阪ドーンセンター『狸御殿 ―HARU RANMAN―』
- 6月、大阪松竹座『レビュー春のおどり　浪花今昔門出賑／Stormy Weather』
- 8 - 9月、先斗町歌舞練場・三越劇場『Crystal passion～情熱の結晶～　若さま隠密道中～若狭之介参上～／I’ve got Jazz』[17]
- 11月、京都南座『OSKレビュー in Kyoto　浪花今昔門出賑／Stormy Weather』[18]

2016年
- 1 - 3月、セントラファエロ教会『OSK Revue Cafe　My Sweet Home』主演
- 3月、大阪ビジネスパーク円形ホール『狸御殿 ―HARU RANMAN―  狸吉郎勝舞編』[19]
- 5月、大阪松竹座『レビュー春のおどり　花の夢 恋は満開／Take the beat!』[20]
- 6月、セントラファエロ教会『PRECIOUS STONES in OSK Revue Cafe　Blood Ruby』
- 7月、新橋演舞場『レビュー夏のおどり　花の夢 恋は満開／Take the beat!』
- 10月、大阪ビジネスパーク円形ホール『レビュー2016「レジェンド 愛の神話」』[21]
- 10 - 11月、たけふ菊人形『レジェンド 愛の神話』
- 12月、レストランローズガーデン『OSK Revue Cafe　Compass of your heart』主演

2017年
- 1・2月、近鉄アート館・銀座博品館劇場『鬼ノ城～蒼煉の乱～』[22][23]
- 1月、近鉄アート館『REVUE JAPAN　～GEISHA ＆ SAMURAI～』
- 4月、近鉄アート館『Let’s Hang Out!』
- 6月、大阪松竹座『レビュー春のおどり　桜鏡 ～夢幻義経譚～／Brilliant Wave ～100年への鼓動～ 』
- 8月、新橋演舞場『レビュー夏のおどり　桜鏡 ～夢幻義経譚～／Brilliant Wave ～100年への鼓動～ 』
- 10月、YES-Theater『四季の宴 ～風雅流麗～』[24]
- 12 - 2018年3月、DAIHATSU MOVE 道頓堀角座『REVUE JAPAN　～GEISHA & SAMURAI～』 劇場公演初主演[25]

2018年
- 5月、大阪松竹座『レビュー春のおどり　桜ごよみ 夢草紙／One Step to Tomorrow!』
- 7月、新橋演舞場『レビュー夏のおどり　桜ごよみ 夢草紙／One Step to Tomorrow!』
- 8月、セントラファエロ教会『OSK Revue Cafe』主演
- 9 - 11月、たけふ菊人形『第39回たけふレビュー「GERSHWIN NIGHT」』[26]

2019年
- 3・4月、近鉄アート館・COOL JAPAN PARK OSAKA『新撰組 コンチェルト ～狂奏曲～』[27][28]
- 3・4月、新橋演舞場・大阪松竹座『レビュー春のおどり　春爛漫桐生祝祭／STORM of APPLAUSE』[29]
- 6月、大丸心斎橋劇場『Salieri&Mozart ～愛と憎しみの輪舞』主演[6][注釈 1][30][31]
- 7月、京都南座『OSK SAKURA REVUE　歌劇 海神別荘／STORM of APPLAUSE』
- 8月、大阪ドーンセンター『Viva La Vida!!』
- 10 - 11月、たけふ菊人形『40周年記念公演たけふレビュー「Viva La Vida!!」』
- 12月、先斗町歌舞練場『男舞』 主演

2020年
- 2月、DAIHATSU 心斎橋角座『PRECIOUS STONES』主演
- 4・5月、大阪松竹座・新橋演舞場『レビュー春のおどり　ツクヨミ～the moon～／Victoria!（公演中止）』
- 11月、大阪松竹座『OSKだよ全員集合！Memorial Show & Premium Talk』

2021年
- 1・3月、大阪松竹座『レビュー春のおどり　ツクヨミ～the moon～／Victoria!』[32]
- 6・8月、大阪松竹座・新橋演舞場『レビュー夏のおどり「STARt」』[注釈 2]

2022年
- 2022年1月、大阪松竹座『劇団創立１００周年記念式典』
- 2・3月、大阪松竹座『OSK日本歌劇団創立100周年記念公演「レビュー春のおどり」　光／INFINITY』- 白夜太夫役[注釈 3][33]
- 7月、京都南座『2022年劇団創立100周年記念「レビューin Kyoto」　ミュージカルロマン 陰陽師／INFINITY』退団公演[1]

### OSK Revue Cafe in Brooklyn Parlor OSAKA
2020年
- 8 - 9月、『男舞（無観客ライブ配信）』
- 8月、『BPまつり（無観客ライブ配信）』
- 12月、『虹架路万 Special LIVE』
- 12 - 2021年1月、『男舞』主演

2021年
- 4月、『虹架路万 Special LIVE』[注釈 4]
- 9月、『虹架路万 Special LIVE』
- 11月、『Precious Stones 虹架路万』

2022年
- 4 - 5月、『ロマン主義～REBORN～』主演
- 7月、『フェアウェルパーティー 虹架路万』

### イベント
- 2007年5月、夢ステージin布施『東大阪市民「ふれあいまつり」』
- 2008年11月、ルシアスステージ『レビューショー＆クリスマスツリー点灯式』
- 2009年1月、今宮戎神社『宝恵駕行列』
- 2009年4月、大阪国際交流センター『大阪上町春めぐり トーク＆ミュージカル』
- 2009年5月、インテックス大阪『食博覧会・大阪（ステージ）』
- 2009年9月、サンドーム福井『丹南産業フェア2009』
- 2009年10月、umedaAKASO『MAO TAKASE Live in ”umedaAKASO”』
- 2009年11月、ルシアスステージ『ミニレビューショー＆クリスマスツリー点灯式』
- 2010年6月、ルシアスステージ『オンステージ』
- 2011年1月、いかるがホール『SONG FOR YOU 2011』
- 2011年8月、オ・セイリュウ『オ・セイリュウ ディナーショー』
- 2011年12月、オ・セイリュウ『OSK SHOW in オ・セイリュウ』
- 2012年1月、いかるがホール『桜花昇ぼるオンステージ「Song for you 2012」』
- 2012年4月、大阪松竹座『創立90周年感謝の夕べ ～夢の絆～』
- 2012年5月、オ・セイリュウ『OSK SHOW in オ・セイリュウ＋HIROTOイリュージョンマジックショー』
- 2012年8月、越前市役所前特設ステージ『越前市サマーフェスティバル ミニレビュー』
- 2012年8月、平城宮跡にぎわいステージ『平城京天平祭☆夏２０１２「仲麻呂～夢の旅人～」』[注釈 5]
- 2014年1月、いかるがホール『SONG FOR YOU 2014』
- 2014年12月、ラグナヴェールOSAKA『CHRISTMAS PREMIUM SHOW』
- 2015年8月、オ・セイリュウ『OSK SHOW in オ・セイリュウ＆Crystal passionトークショー』
- 2017年4月、インテックス大阪会場内UTAGE館『’17食博覧会・大阪（トワイライトチーム）』
- 2017年11月、御堂筋オータムパーティ2017「御堂筋ランウェイ 」』

## OSK日本歌劇団退団後の主な活動

### 舞台
- 2024年5月、大阪松竹座『OSK日本歌劇団 OG公演「Eternal Glory」』[34]
- 2024年10月、レビューユニット夢組公演『フラれる準備～俺と春子のアオハル物語／Enjoy GO!GO! Be Happy』[35]

- 2025年５月　大阪松竹座『OSK日本歌劇団 OG公演「Forever Dream」』[36]